# Leptotes juncta
Leptotes juncta är en fjärilsart som beskrevs av Abel Dufrane 1953. Leptotes juncta ingår i släktet Leptotes och familjen juvelvingar. Inga underarter finns listade i Catalogue of Life.